# Златаре (Приштина)
Златаре (алб. Zllatar) је насељено место у граду Приштини, на Косову и Метохији. Према попису из 2024. у насељу је живело 454 становника.

## Становништво
Према попису из 2011. године, Златаре има следећи етнички састав становништва:
| Националност | 2011.        |
| Албанци      | 232 (99,57%) |
| остали       | 1 (0,43%)    |
| Укупно       | 233          |

| Демографија | Демографија | Демографија |
| Година      | Становника  | Становника  |
| ----------- | ----------- | ----------- |
| 1948.       | 98          |             |
| 1953.       | 96          |             |
| 1961.       | 108         |             |
| 1971.       | 140         |             |
| 1981.       | 192         |             |
| 1991.       | 273         |             |
| 2011.       | 233         |             |